# أم كي 2 قنبلة يدوية
إن قنبلة أم كي 2 (المعروفة في البداية باسم أم كي 2) هي قنبلة يدوية مضادة للأفراد من نوع التشرذم قدمتها القوات المسلحة الأمريكية في عام 1918. وكانت هذه هي القضية المعتادة التي استخدمت في الحرب العالمية الثانية ، وفي النزاعات اللاحقة ، بما في ذلك حرب فيتنام. تحل محل قنبلة أم كي 1 الفاشلة عام 1917 ، وتم توحيدها في عام 1920 باسم أم كي 2 ، وأعيد تصميم أم كي 2 في 2 أبريل 1945.